# Prins Claus Fonds
Het Prins Claus Fonds is een Nederlandse organisatie die in 1996 werd opgericht ter gelegenheid van de zeventigste verjaardag van prins Claus. Het fonds heeft als doel culturele kennis te vergroten en een goede wisselwerking tussen cultuur en ontwikkeling te bevorderen. Prins Claus en prins Friso waren tot hun dood erevoorzitter van dit fonds. Nu is prins Constantijn erevoorzitter. Ila Kasem volgde in september 2019 Henk Pröper op als voorzitter. Marcus Desando is sinds 2021 directeur.
Het fonds reikt Prins Claus Prijzen uit aan personen  uit Afrika, Azië, Latijns-Amerika en het Caribisch gebied die daarmee internationale erkenning en nieuwe mogelijkheden krijgen. Verder worden gelden uit het fonds besteed aan projecten in Zuid-Amerika, Afrika en Azië. Ook bevordert het fonds internationale uitwisselingen.
Het Fonds wordt gesteund door het Ministerie van Buitenlandse Zaken, de Nationale Postcode Loterij, ondernemingen, organisaties en particulieren.